# メキシコ料理

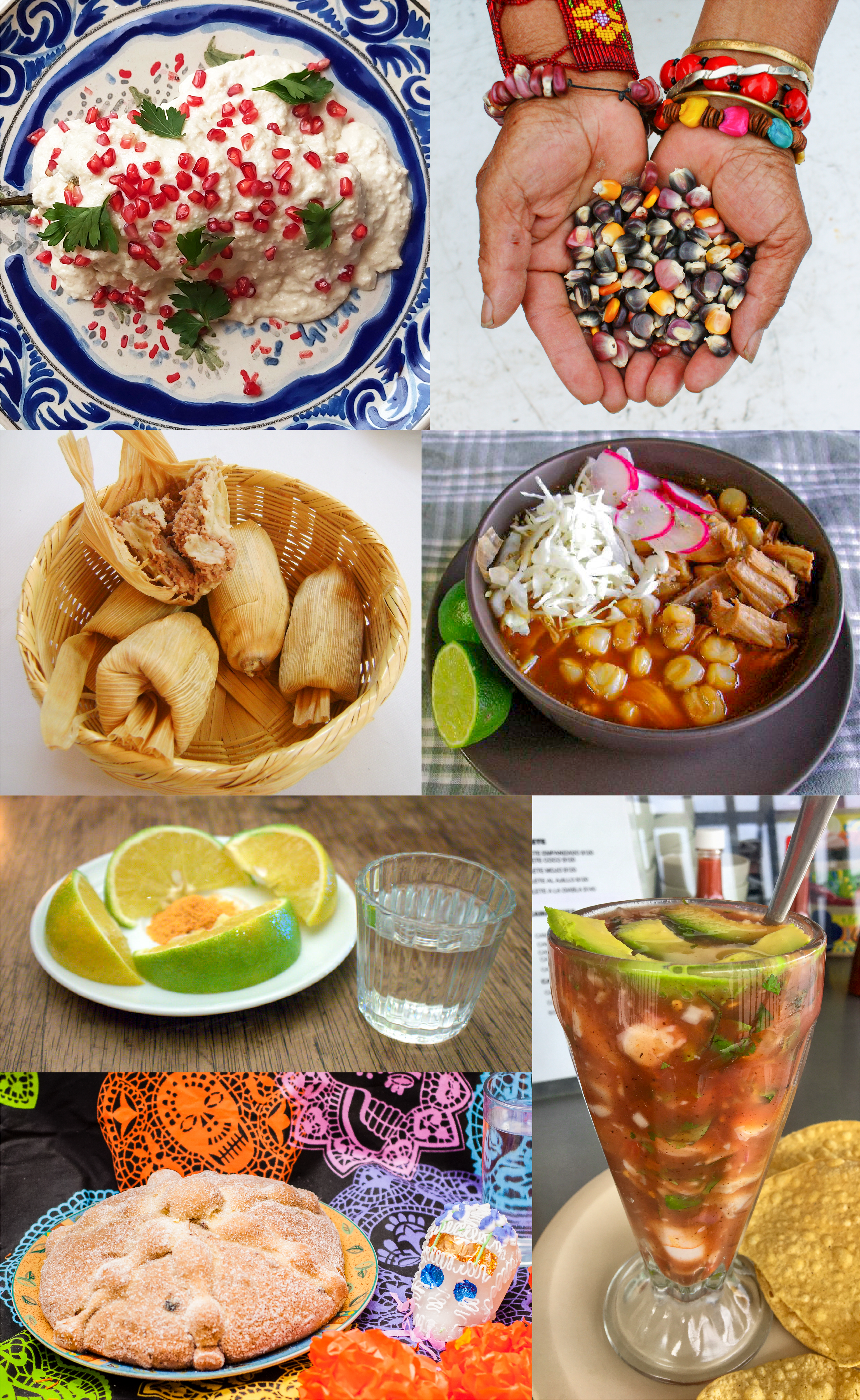
様々なメキシコ料理

メキシコ料理（メキシコりょうり）は、アステカ族の料理やマヤ族など先住民族の料理を母体とし、コンキスタドールのもたらしたスペイン料理の影響を受けて成立した料理である。土着の作物トウモロコシ、インゲンマメ、多様なトウガラシ（チレ）を用いた、辛味の効いた料理でよく知られている。地方では、虫を用いたサルサやタコスといった昆虫食の伝統も根強く残る。
メキシコはもとより、カリフォルニア州・テキサス州などの旧メキシコ領（詳しくは米墨戦争参照）や、メキシコ人コミュニティのあるシカゴなどの大都市を中心に、アメリカ合衆国でも食べられている。アメリカ合衆国では移民の多い地域を除いて、メキシコ料理はテクス・メクス料理やカル・メクス料理と融合してアメリカナイズされる傾向にある。

## メキシコ料理の一品

### スープ

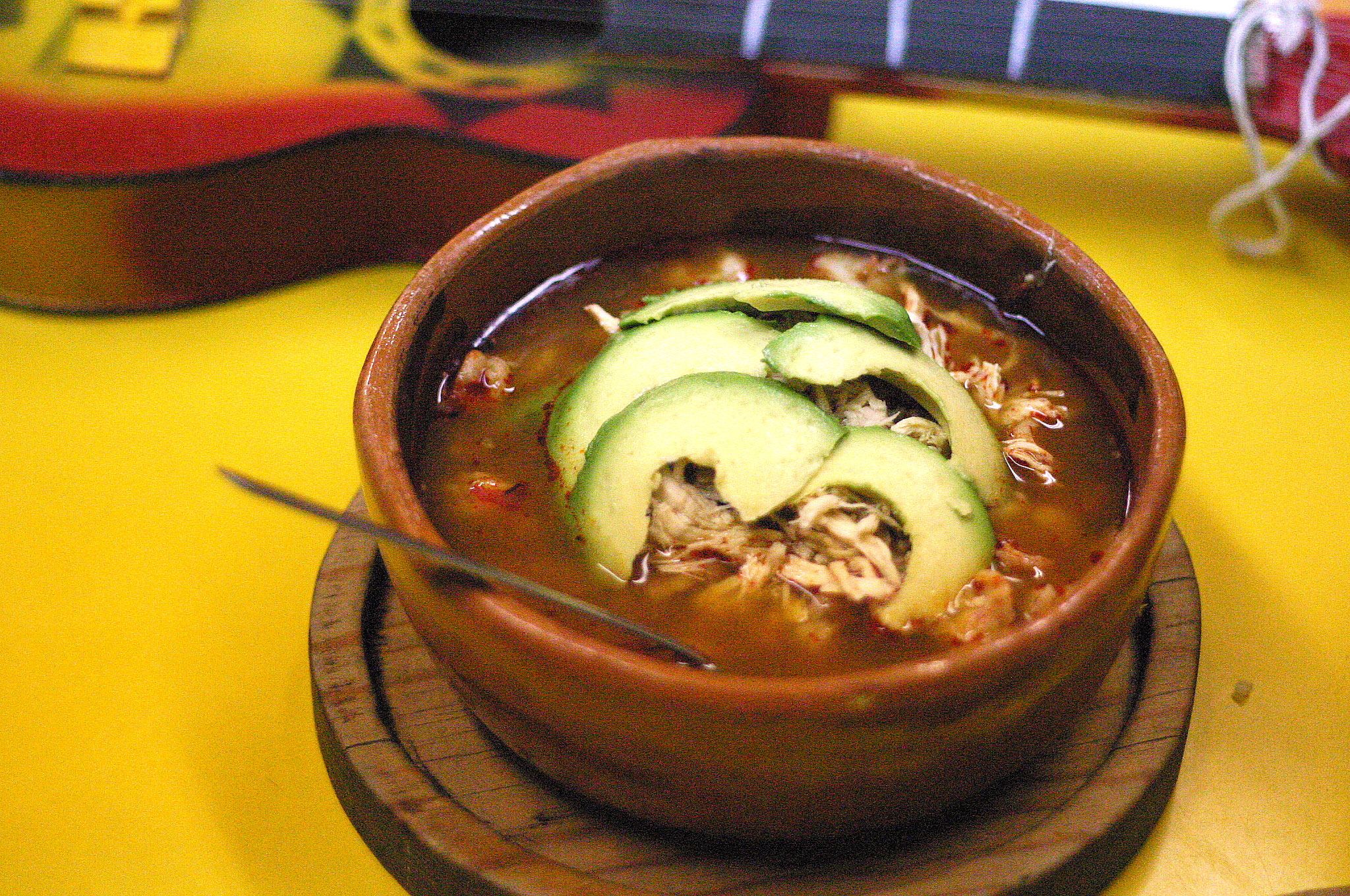
ポソーレ

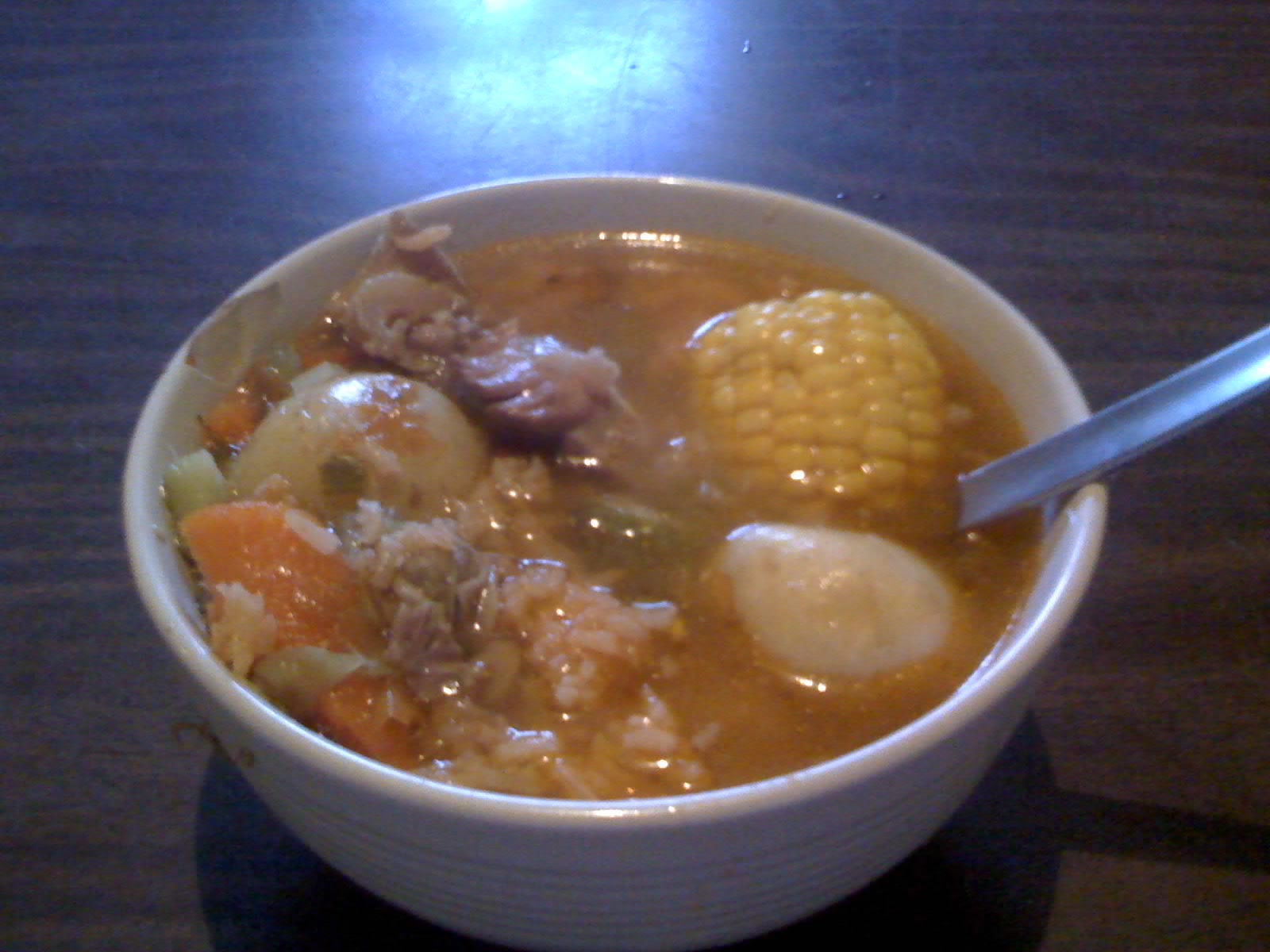
カルド・デ・レス（牛肉のスープ）

- カルド・トラルペーニョ (caldo tlalpeño) - 「トラルパン風スープ」。鶏、野菜、アボカドのスープ。
- ソパ・デ・フリホーレス (sopa de frijoles) - うずら豆を用いたスープ。
  - 豆を玉葱などの野菜と長時間煮込み、ミキサーなどでペースト状にする。牛乳で伸ばし、香辛料である粉末のコリアンダーとクローブを加え塩で味を整える。トトポスをつけて食べてもよい。
- ソパ・デ・ペレヒル・イ・ケソ (sopa de perejil y queso) - パセリとチーズのスープ。
- ソパ・デ・トルティーヤ (sopa de tortilla) - トルティーヤ・スープ。
  - タマネギ、ニンニク、トマト、コンソメスープでトマトスープを作り、揚げたトルティーヤを入れて数分煮るだけ。好みでスープの上に削ったチーズをかけてもよい。「これを語らずして、メキシコ料理を語るな」と言われる位の代表的な料理である。
- ソパ・デ・アホ・イ・バカ (sopa de ajo y vaca) - ニンニク（アホ）と牛肉（バカ＝牝牛）のスープ。
  - ニンニクと牛肉をオリーブ油で炒め、牛骨でとったスープで煮込む。
- ソパ・デ・リマ (sopa de lima) - ライムのスープ。
  - ユカタン料理（スペイン語版）。野菜と鶏肉でクリアカン風の透明なスープを作る。鳥のささ身をグリルして、それをスープに浸す。食べる直前に、好みの量のライム汁と岩塩をかけて食べる。
- ソパ・デ・マリスコス (sopa de mariscos) - 魚介類のスープ。
  - 魚介類（貝・海老・イカ等）をオリーブ油、ニンニク、サフランで炒め、水を加えて煮込む。仕上げに、トマトの角切りと塩コショウで味を調える。好みでライムを搾って食べるのもよい。
- ソパ・デ・アルボンディガス (sopa de albondigas) - ミートボールのスープ。
  - 米入りの牛肉団子を入れた、鶏出汁のスープ。
- ポソーレ (pozole) - アルカリ処理したトウモロコシと豚肉のスープ。
- メヌード (menudo) - もつのスープ。

### 前菜・サラダ

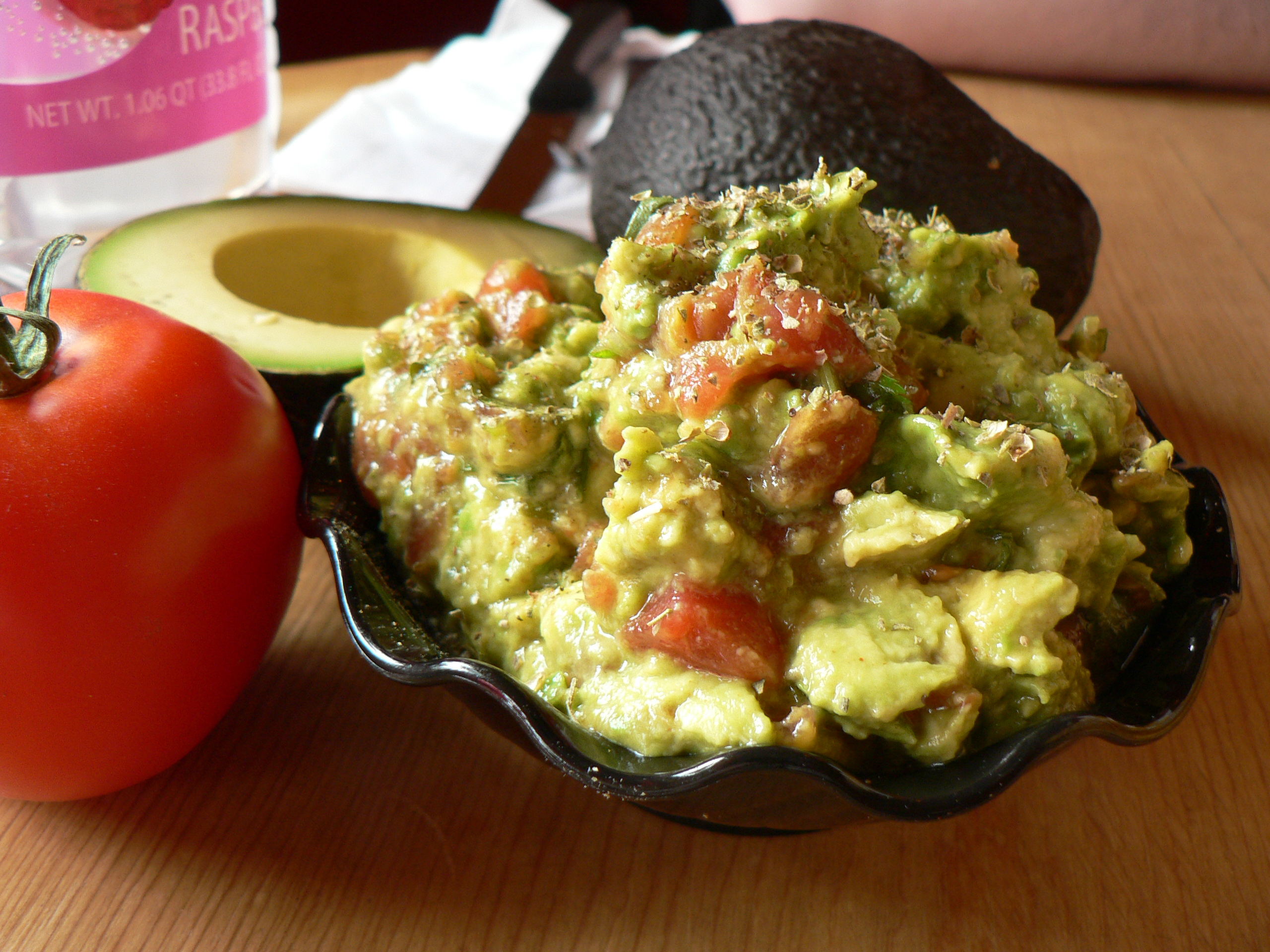
ワカモーレ

- ワカモーレ (guacamole) - アボカドのペースト。
  - 玉葱、ニンニク、チレ・セラーノのみじん切り、シラントロ（コリアンダー）のみじん切りをすり潰し、潰したアボカドと刻んだトマト、ライム汁を混ぜ合わせる。トルティーヤに付けたり、挟んだり、軽食の具にしたりする。
- パパス・コン・ナタ (papas con nata) - ジャガイモの生クリーム煮。
- エンサラダ・デ・マリスコス (ensalada de mariscos) - 魚介サラダ。
  - 生野菜のサラダにボイルした魚介類が乗っているだけ。ドレッシングは、シナモンの利いたフレンチドレッシングがメキシコではポピュラー。
- セビチェ (ceviche) - 魚介のマリネ。
  - 生または茹でた魚介（魚肉・イカ・海老・蟹・貝等）と、タマネギ・唐辛子・トマト・シラントロ・ライム汁などを混ぜ合わせたもの。

### トルティーヤとマサを使った料理

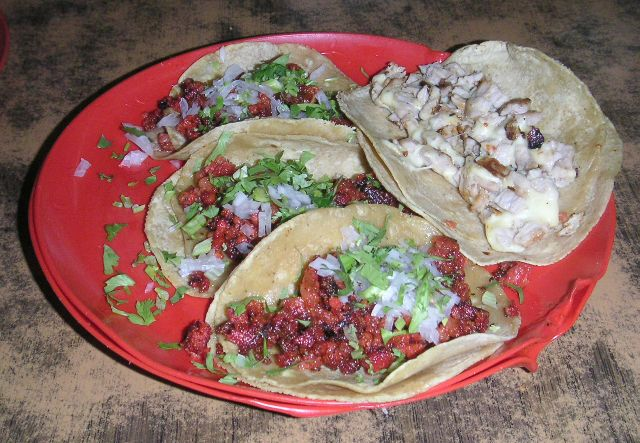
メキシコのタコス

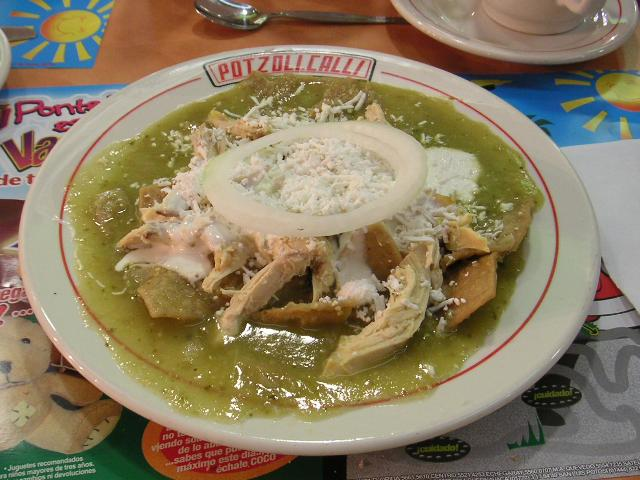
緑のサルサのチラキーレス

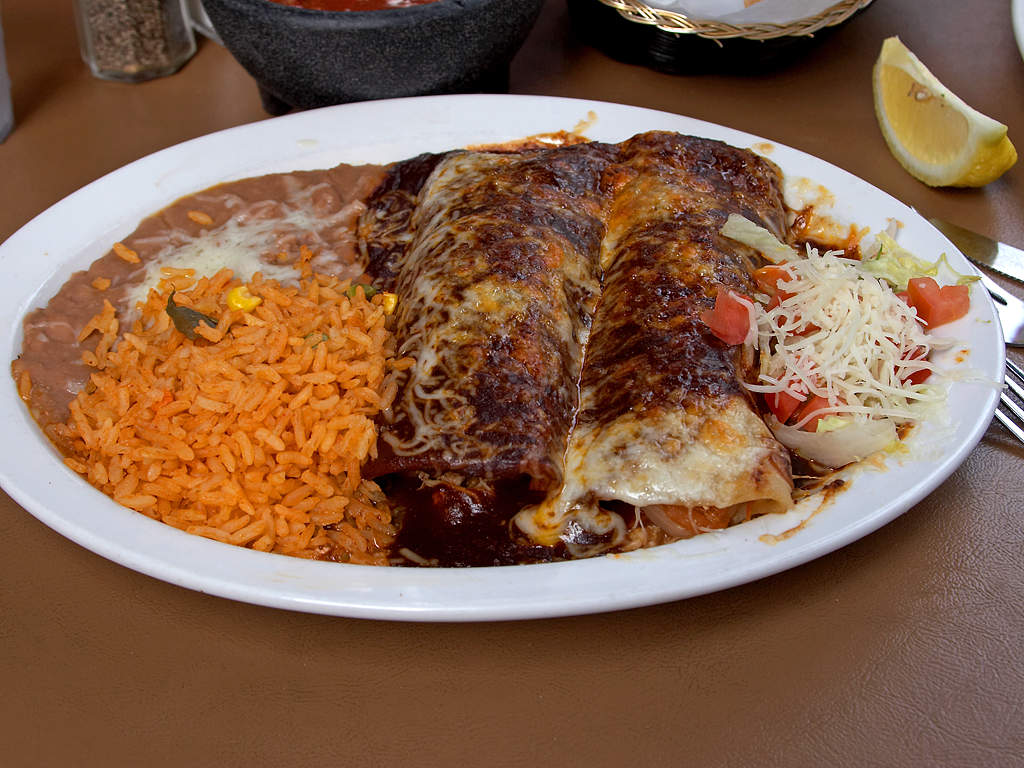
米とフリホレスのエンチラーダ

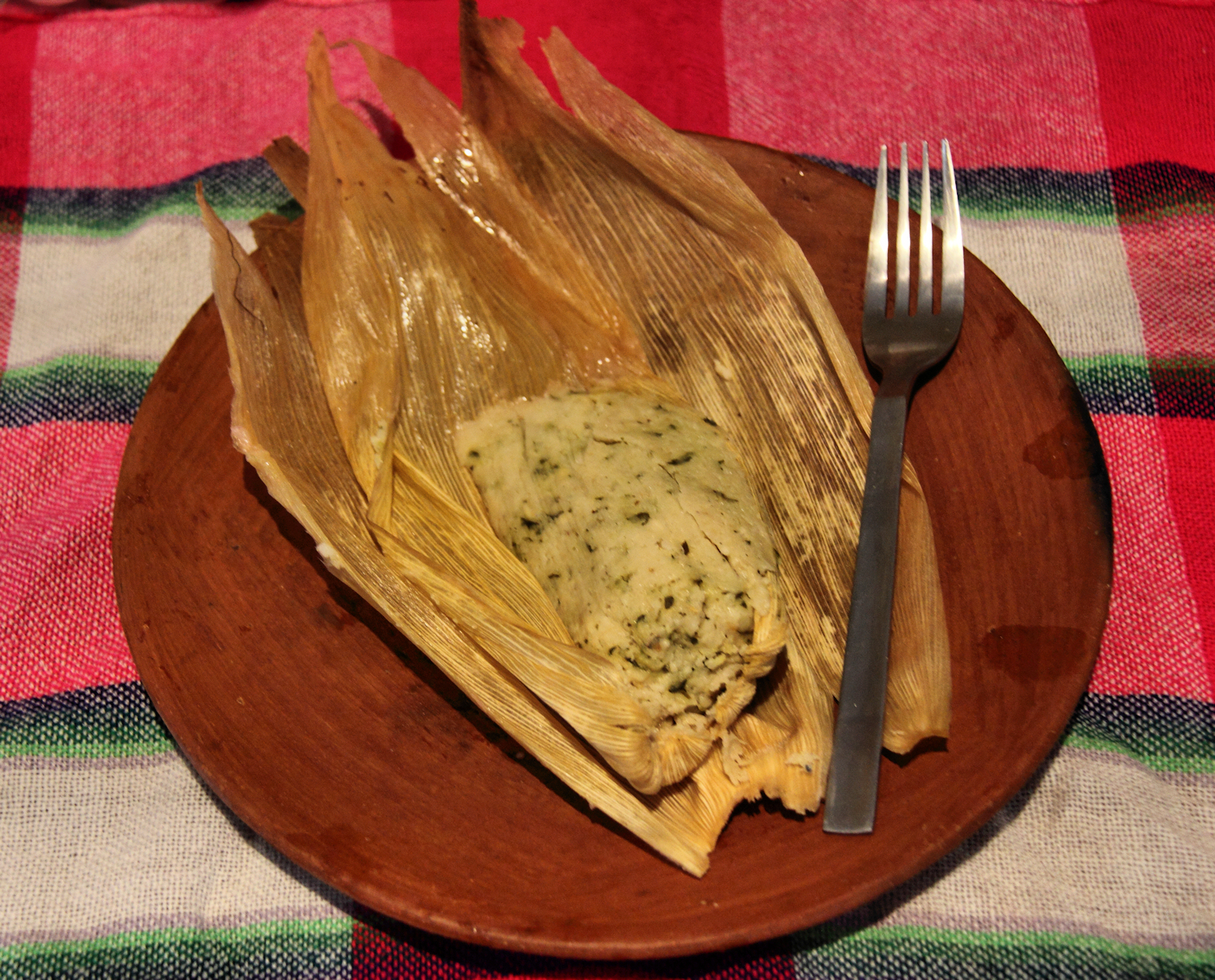
タマル

トルティーヤはメキシコ人の主食である。北部では小麦粉のトルティーヤが作られることが多いが、それ以南ではアルカリ処理をしたトウモロコシをすり潰して作るマサ（生地）で作ったトルティーヤが一般的である。トルティーヤは多くの軽食のベースにもなる。
- タコス (taco) - 肉や野菜など様々な具をトルティーヤに挟んだ料理
サルサ・ロハ、サルサ・ベルデなどトウガラシベースのサルサやワカモレを付けて食べる。
本場メキシコでは軟らかいトウモロコシのトルティーヤを使った料理である。パリっと揚げたタコシェルを使ったタコスはテクス・メクス式。
- トトポス (totopos) - トウモロコシのトルティーヤを小さく切って乾燥させ、揚げたもの。サルサ、フリホレス・レフリトス、ワカモレなどをつけて食べる。
- トスターダ (tostada)
- チラキレス (chilaquiles) - トトポスをサルサで煮た料理
- エンチラーダ (enchilada) - トルティーヤを油で軽く焼き、唐辛子ベースのソースをからめて肉やチーズを巻いた料理。ソースを先にトルティーヤにからめてから油で焼くこともある。
- ブリート (burrito) - 小麦粉のトルティーヤで肉などの具を巻いた北部の料理。
- ケサディーヤ (quesadilla)
  - 焼く前のマサを薄く延ばしたものにチーズを挟んでからコマルで焼いた料理。焼いたチレ・ポブラーノを細く裂いたものやエパソーテ（アリタソウ）を一緒に挟んでもいい。サルサ・メヒカーナ（salsa mexicana）を付けて食べるとおいしい。
- シンクロニサーダ (sincronizada) - 小麦粉のトルティーヤにチーズを挟んで焼いたもの。
- ウェボス・ランチェロス (huevos rancheros) - メキシコ風目玉焼き
  - メキシコで朝食によく出てくる料理。油で軽く焼いたトルティーヤの上に目玉焼きを乗せ、上からサルサ・ランチェラ（salsa ranchera）を掛ける。ワカモーレを添える家庭も多い。
- タマル (tamal) - ラードを混ぜて味をつけたマサに肉などのフィリングを詰め、トウモロコシの皮（南部の熱帯地方ではバナナの葉）で包んで蒸した料理。
- トラユーダ（英語版、スペイン語版） - メキシコ風のピザ。
- タキートス（英語版）

### 豆の料理
インゲンマメの料理はほぼ毎食食べられる。インゲンマメほど多くはないが、レンズ豆、ソラマメ、ヒヨコマメも食べられている。
- フリホーレス・デ・オヤ (frijoles de olla)：インゲンマメを少量の玉葱とラードと一緒に煮込んだもの。
- フリホーレス・レフリトス (frijoles refritos)：フリホーレス・デ・オヤを刻み玉葱やチレと一緒に炒めたペースト。

### 肉料理

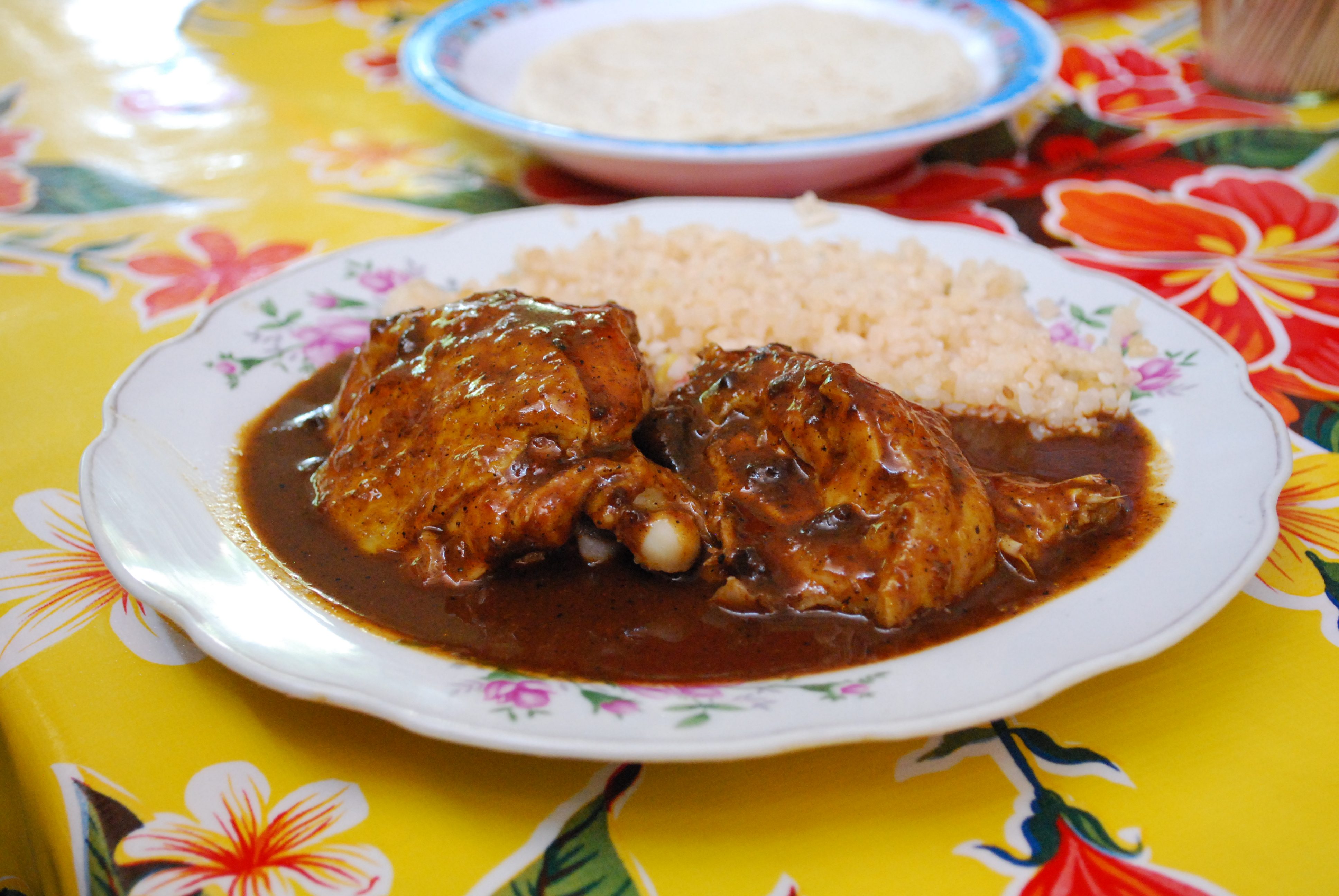
モーレの料理

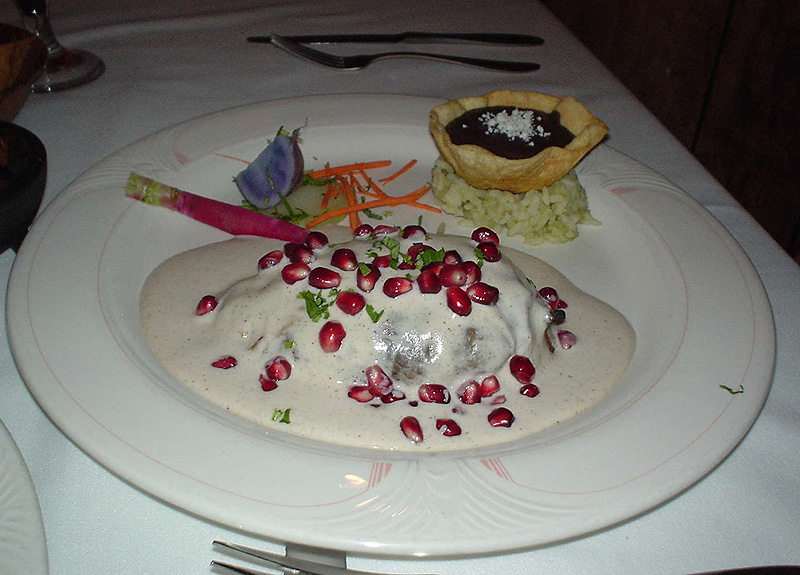
チレス・エン・ノガーダ

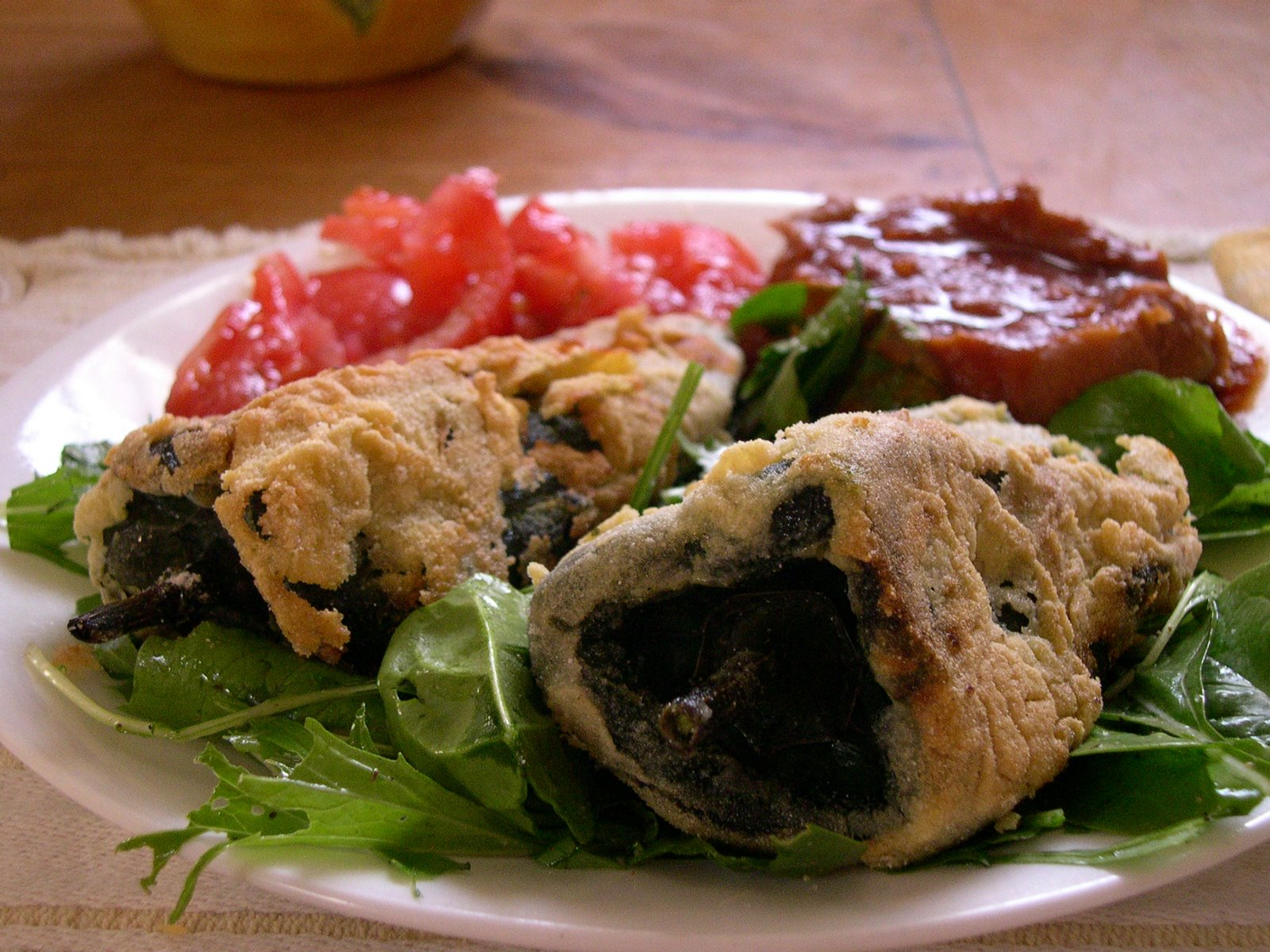
チレ・レイェノ

- カルネ・アサーダ（英語版） - メキシコ風ステーキ
  - 薄切りの牛ステーキ肉をグリルした（スペイン語：carne＝肉 asada＝焼いた）料理。主に肉牛の放牧が盛んな北部や西部でよく食べられる。
- カルネ・コン・パパス (carne con papas) - メキシコ風ステーキ、ジャガイモソース
- ポヨ・コン・ヒトマテ (pollo con jitomate) - 鶏肉のトマト煮込み
- モーレ (mole)：唐辛子などをベースにしたソースを用いた煮込み料理。
  - モーレ・ポブラノ（スペイン語版）：肉のモーレ・ポブラノ仕立て。鶏肉や七面鳥を用いることが多い。モーレ・ポブラノはパン、チョコレート、チレ・ポブラーノ、ゴマなどから作られる茶色いソース。
- チレス・エン・ノガーダ (chiles en nogada) - チレ・ポブラノの肉詰め。メキシコ祝典料理。
  - 赤＝ザクロ、白＝胡桃とヤギの乳ソース、緑＝コリアンダーの3色を使ってメキシコの国旗の様にデザインする。メキシコ独立記念日（9月16日）を筆頭として、8月下旬から10月にかけて調理されるプエブラ地方の料理。この時期はザクロが収穫され、獲れたての胡桃が手に入るころで、旬の味を大事にした季節料理でもある。
- バルバコア (Barbacoa) - 豚肉、羊肉、ヤギ肉などをゆっくりと蒸し焼きにした料理。タコスやブリートの具としても人気がある。
- アドボ (Adobo) - 唐辛子を主材料にしたピュレ、またはそれに漬け込んだ豚肉を焼くか、煮込んだ料理。スペインやフィリピンのアドボと異なり、酢は少量か、あるいは全く入らないことがある。
- チレ・レイェノ（英語版） - 大きいトウガラシにひき肉などを詰めて揚げたもの
- カルニータス（英語版） - 豚肉

### 魚介料理
- ウアチナンゴ・ア・ラ・ベラクルサーナ (huachinango a la veracruzana) - ウアチナンゴのベラクルス風
  - トマト、ニンニク、オリーブ、ケッパー、玉葱、チレなどを炒めたソースを使ってウアチナンゴ（別名レッドスナッパー。フエダイの仲間）を蒸し焼きにした、もしくは焼いてそのソースをかけたもの。名前の通りベラクルス地方の名物料理。同じソースは鯛以外にも様々な魚介類や鶏肉に応用できる。地中海地方の料理の影響を受けていると言われている。

### デザート
- アロス・デ・クレマ (arroz de crema) - 米のプディング風デザート。別名アロス・コン・レチェ (arroz con leche)。米を牛乳と生クリームで煮込み、砂糖・シナモンを加えて冷やす。
- フラン (flan) - カスタードプディング。卵黄をふんだんに用いてぜいたくに仕上げる。
- カヘタ (cajeta) - ドゥルセ・デ・レチェのこと。
- カピロターダ (capirotada) - 四旬節に食べられるブレッドプディングの一種。
- パステル・デ・トレス・レチェス (pastel de tres leches) - スポンジケーキを無糖練乳, 加糖練乳, クリームを混ぜ合わせたものに浸した菓子。
- ロスカ・デ・レイェス (rosca de reyes) - イチジク、オレンジピール、シトロンなどの砂糖漬けで飾り付けたリング状の菓子パン。小さなプラスチックの人形とソラマメが入っており、公現祭の日に家族や友人と切り分けて食べ、人形が当たった人は聖燭祭の日にパーティーを催し、ソラマメが当たった人は飲み物を用意する習慣がある。

### その他
- サルサ (salsa) - 野菜（トマト、トマティーヨ、タマネギ、シラントロなど）と唐辛子から作る調味料で、多くの種類がある。料理と共に食卓に載せ、各人が好きなように料理にかけて食べる。
- ピコ・デ・ガヨ（pico de gallo） - 北部ではトマト、タマネギ、唐辛子などを刻んでライム汁や塩と混ぜ合わせただけのサルサ・クルダ（salsa cruda、「生のサルサ」）と同義であるが、刻んだ果物やヒカマが入ることもある。
- エンパナーダ（empanada） - スペイン起源のペイストリーで、肉などを詰めた総菜パン風のものと甘いものがある。パイ生地の他、トウモロコシのマサでも作られる。
- トストーネス (tostones) - 未熟なプランテンを輪切りにして押しつぶし、油で揚げたもの。熱帯アメリカの料理。タバスコ料理のトストーネスは、直径18cmぐらいになるまで薄く押しつぶす。
- エスカベチェ (escabeche) - 火を通した食材をマリネ液に漬けた料理。メキシコ南部では酢の代わりにビターオレンジの汁を用いることもある。豚足、チチャロン、鶏肉、魚介類（オオサワラ、エビ、カキ、タコ）、唐辛子（ハラペーニョ、セラーノ、アンチョ、ポブラーノ）、野菜（ジャガイモ、豆、ニンジン、ズッキーニ、カリフラワー、ノパル、トウモロコシ、サヤインゲンなど）、キノコなどが調理される。

### 飲み物

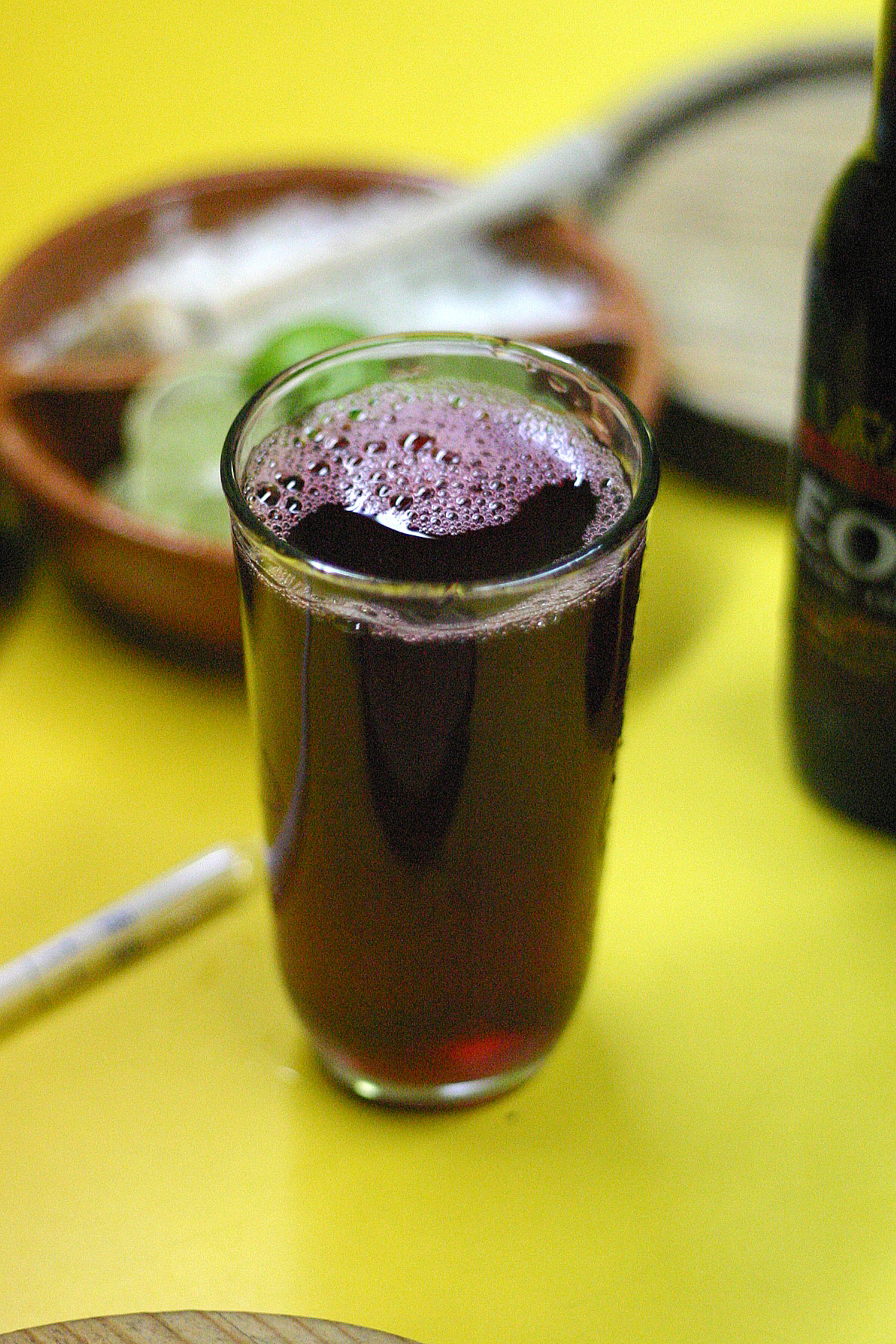
アグア・デ・ハマイカ

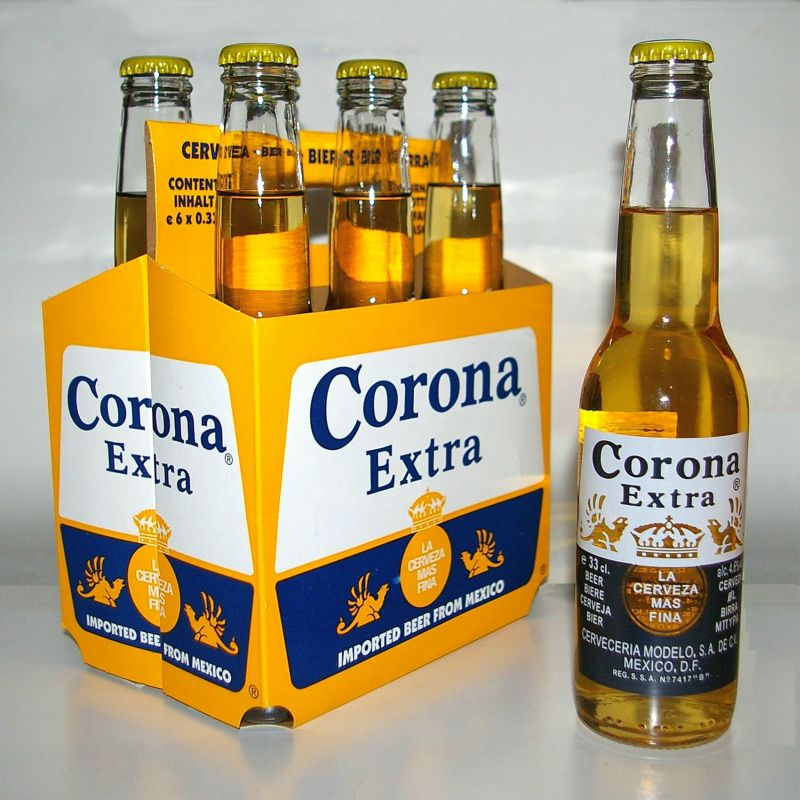
コロナビール

- カフェ・メヒカーノ (café mexicano) - メキシコ風コーヒー。
  - ブラックの濃いめのコーヒー。
  - 飲む時に、黒糖を齧（かじ）りながら飲む。
  - 乳を入れるとカフェ・コン・レチェ (café con leche) となる。
- カフェ・デ・オジャ(café de olla)
  - 伝統的な陶器で煮出して飲まれる伝統的なコーヒー。
- チョコラーテ (chocolate) - シナモン風味が特徴のホット・チョコレート。固形のチョコレートを水または乳で煮溶かして作る。
- オルチャータ (horchata) - 米や種実類、メロンの種などを水に浸けてから挽いて乳液状にし、バニラやシナモンで香りをつけたミルクセーキ風の甘い飲み物。スペイン起源。
- アトーレ (atole) - トウモロコシと水から作る発酵性清涼飲料。
- アグア・デ・トゥナ (agua de tuna) - トゥナ（ウチワサボテンの実）のジュース
- アグア・デ・ハマイカ (agua de jamaica) - ハマイカ（ローゼル）のジュース
- メスカル (mezcal) - リュウゼツランを主な原料とするメキシコ産蒸留酒の総称。
- テキーラ (tequila) - 開花寸前のテキラリュウゼツラン (agave azul、Agave tequilana) の芯を蒸し焼きにしてデンプンを糖化させ、糖液を抽出してアルコール発酵させた上で蒸留した酒。主に塩とスライスしたライムを交互に口にしながら飲む。メスカルの一種。
- プルケ (pulque) - マゲイ（アオノリュウゼツラン、Agave americana）の汁を醗酵させた飲料。
- テキーラ・サンライズ (tequila sunrise) - テキーラとオレンジジュースのカクテル。
- テキーラ・サブマリン (tequila submarine) - 生ビールの中に、テキーラの入ったショットグラスを、グラスごと沈ませる。
- テカテ（tecate） - メキシコで最も高い人気を誇るビール。瓶より缶で飲まれることが多い。缶の上蓋にライムを絞り、塩を振って飲むのが一般的。
- コロナビール (cerveza corona) - メキシコビールの一つ。切ったライムを瓶の中に入れ、そのままらっぱ飲みする。塩を少々入れることもある。
- マルガリータ (margarita) - テキーラベースの甘酸っぱいカクテル。
- チャロ ネグロ (charro negro) - 氷の入ったグラスにテキーラを注ぎ、コカ・コーラで割るカクテル。

## 食材
メキシコ料理を特徴づける食材をいくつか挙げる。

### 唐辛子（チレ chiles）

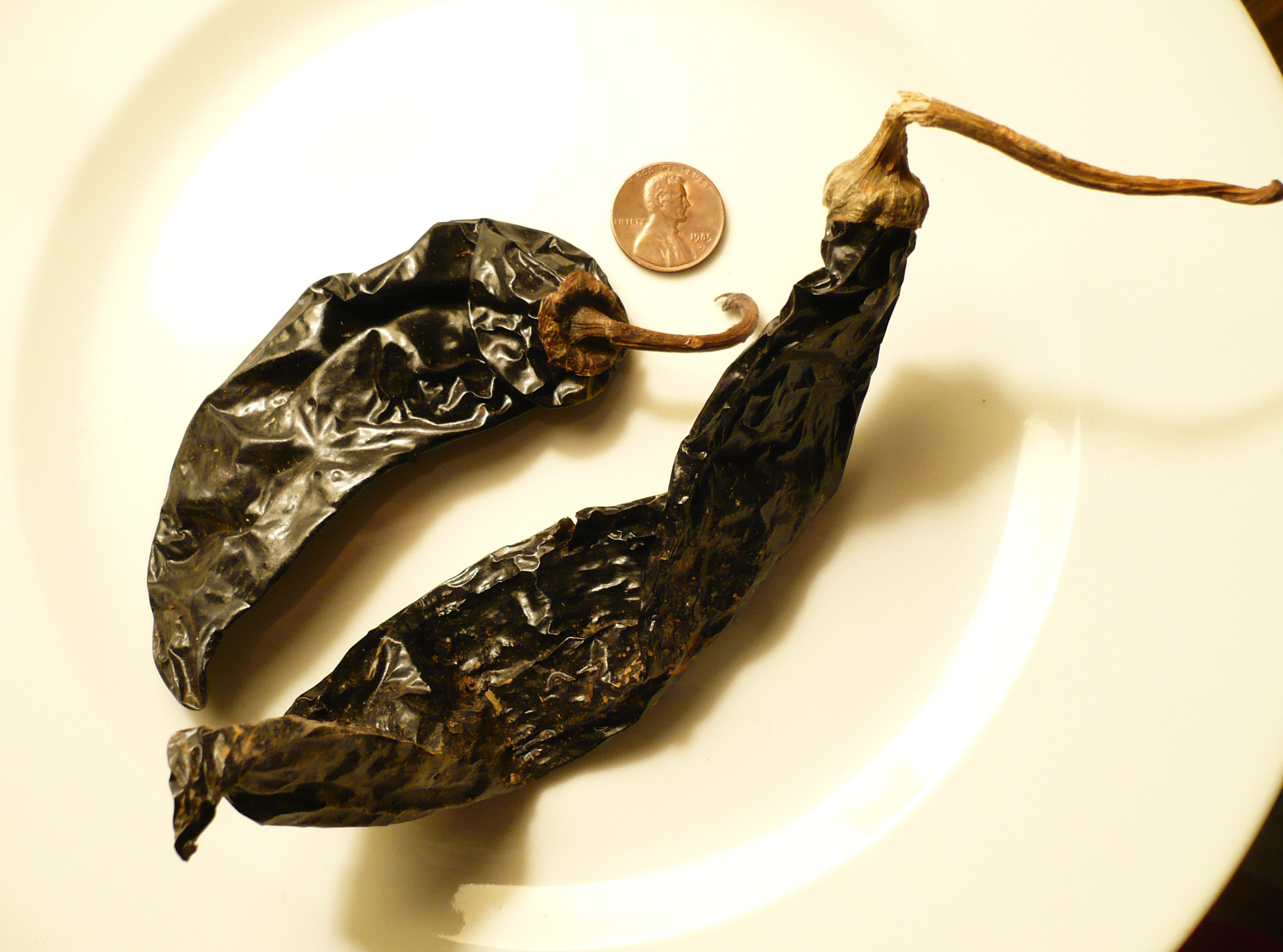
チレ･パシーヤと比較の米国一セント硬貨

栽培量が少なく市場に出回らない品種を含めると、メキシコには全部で100種以上のチレがあるといわれる。チレ・アバネロとチレ・マンサノを除き、メキシコで栽培されているチレのほとんどはトウガラシ (Capsicum annuum) の品種である。
- チレ・ポブラーノ (chile poblano) - あまり辛くなく、繊細な風味を持つ。火で炙って皮をむいてから挽き肉やチーズ、野菜を詰めた「チレ・レイェーノ」 (chile relleno) に用いることが多い。
- チレ・ハラペーニョ (chile jalapeño)
- チレ・セラーノ (chile serrano) - ハラペーニョと同程度の辛さの、小型で細い唐辛子。
- チレ・チポトレ (chile chipotle) - 熟したハラペーニョを乾燥させ、燻したもの。アドボ漬けにすることもある。
- チレ・アンチョ (chile ancho) - 熟したチレ・ポブラーノを乾燥させたもの。
- チレ・アバネロ (chile habanero) - 非常に辛みが強い。主にユカタン半島で用いられる。
- チレ・マンサノ (chile manzano) - ロコトの一種。
- チラカ (chilaca)
- チレ・パシーヤ (chile pasilla) - チラカを乾燥させたもの。

他多数

### 植物
- リモン (limón) - ライム

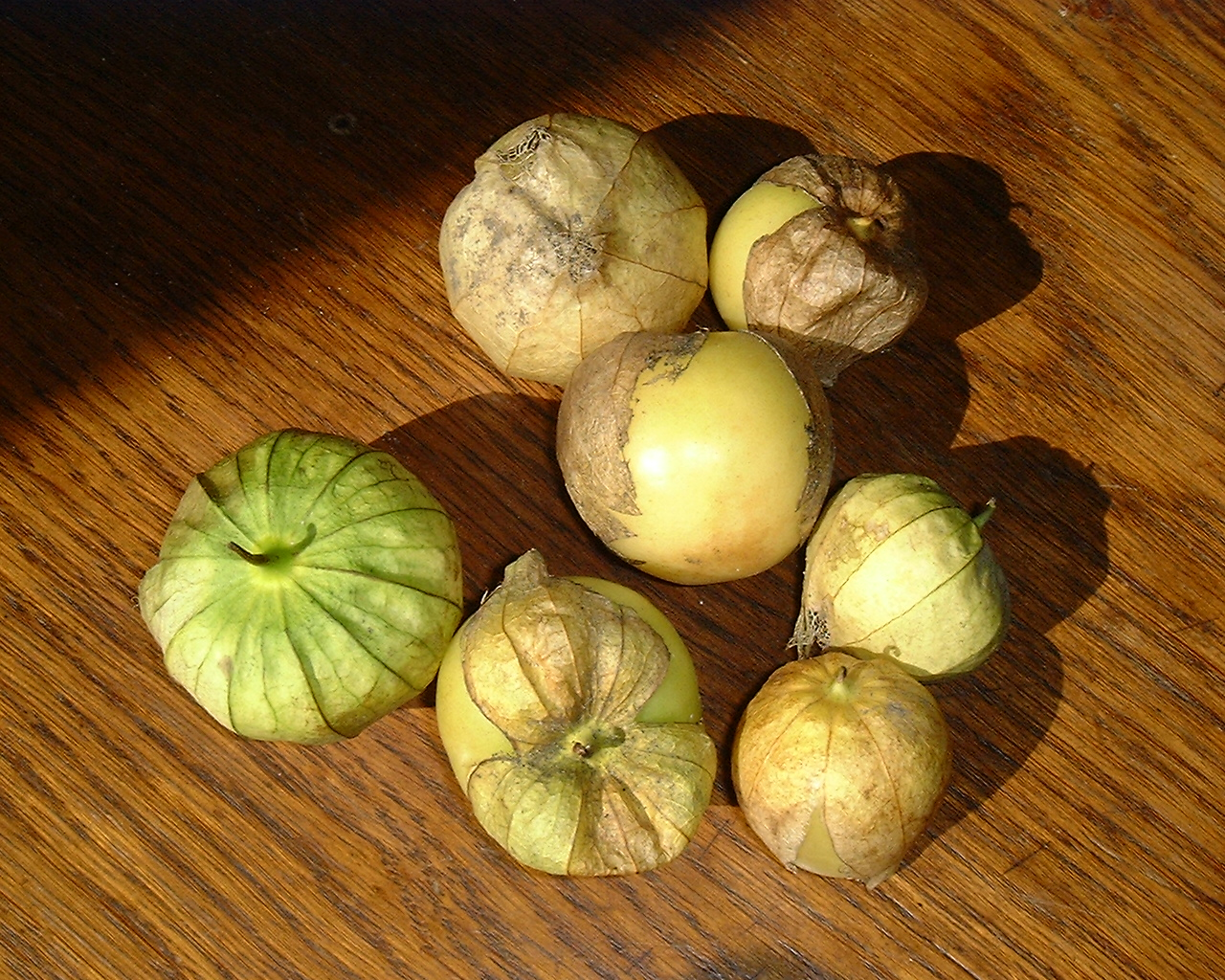
トマティーヨ

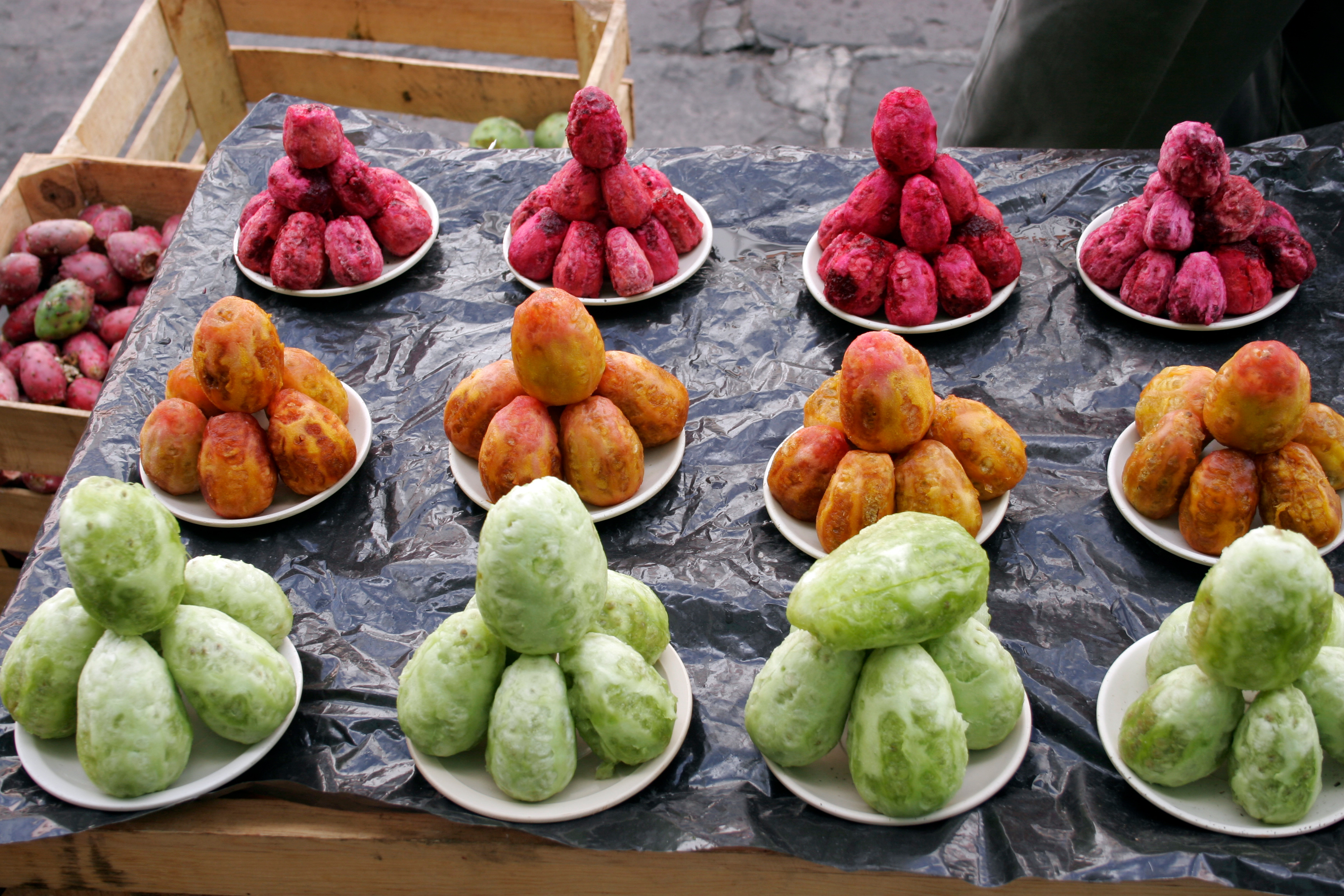
屋台で売られているトゥナ

- ヒトマテ (jitomate) - トマト
- トマティーヨ (tomatillo) - オオブドウホオズキ
  - ホオズキと同属の植物。緑の果実をサルサ（サルサ・ベルデ）などに利用する。
- シラントロ (cilantro)：コリアンダーの葉。多くの料理の薬味として用いられるハーブ。
- エパソーテ (epazote)：アリタソウ - 黒インゲン豆の煮物や野菜料理に用いられるハーブ。腸内ガスの発生を抑えるとされる。
- オレガノ（oréganoまたはoreganón） - メキシコ全土では数種の植物がオレガノとして用いられており、オレガノという名称がどの種を指すかは地域によって異なる。シソ科のPoliomintha longiflora やColeus amboinicusだけでなく、クマツヅラ科のPhyla geminataやP. berlandieriもオレガノと呼ばれており、共通するのはシソ科のオレガノ (Origanum vulgale) を強くしたような風味である。
- ヒカマ（jícama）：塊茎を生のままサラダやピコ・デ・ガヨに用いる。ナシのようなさっぱりした風味。
- チャヨーテ（chayote）：ハヤトウリ。
- プラタノ（plátano）：プランテン。
- フロル・デ・カラバサ（flor de calabaza）：カラバシータ（ズッキーニ）の花。ケサディーヤのフィリングにする。
- クィトラコーチェ（英語版）（cuitlacoche）：ウィトラコーチェ（huitlacoche）とも。トウモロコシ黒穂病菌（Ustilago maydis）に寄生されたトウモロコシの実を若取りしたもの。見た目はグロテスクだが、味はトウモロコシとキノコを合わせたようで、ケサディーヤのフィリング、スープ、塩味のプディングなどに用いる。
- ノパル (nopal) - 食用のウチワサボテン
  - その年に大きくなった若い葉（正確には茎節）のとげをナイフなどで削ぎとる。これを5mm幅の紐状または、さいの目に切り、肉・野菜と一緒にいためて食べる。いためすぎると煮出された汁が糸のようにしたたるので注意。食感はメカブのような感じで無味無臭。
- トゥナ (tuna) - ウチワサボテンの実
  - ウチワサボテンは種類にそれぞれ赤・白・黄色の花を咲かせ、鶏の卵ほどの大きさの実がつく。皮を剥いて、種も一緒に食べる。ゴマのような黒い種が多く最初は食べづらいが、フルーティで美味。

### 肉類
- チョリソ (chorizo) - 生のソーセージ。スペイン起源だが、スペインのものよりも辛い。タコスやブリートの具に用いる。
- ロンガニーザ（英語版） - チョリソよりも低品質の肉を使ったソーセージ。
- モロンガ (moronga) - 豚肉のブラッドソーセージ。
- チチャロン（Chicharrón）- 豚の皮の揚げ物。間食や肴にそのまま食べる他、サルサで煮込んだりエスカベチェにもする。

## 一日の食事
- アルムエルソ (almuerzo) - 遅めの朝食、ブランチ。
- コミーダ (comida) - 遅めの昼食。一日で最も重要な食事。料理は以下の順で供する。
  - ボタナ (botana) またはアントヒート (antojito) - 前菜。
  - ソパ・セカ (sopa seca) - 米またはパスタの料理。「乾いたスープ」の意。
  - 主菜。
  - フリホーレス・デ・オヤ。トルティーヤかスプーンですくって食べる。
- 夕食。コミーダの量が多く時間も遅いため、軽く済ませる。

## 無形文化遺産
2010年、メキシコの伝統料理はユネスコの無形文化遺産に登録された。